# كوبا بيرو 1977
كوبا بيرو 1977 هو موسم من كوبا بيرو ‏. فاز فيه نادي أتليتيكو تورينو ‏.